# Colonia Villahermosa
Colonia Villahermosa är en ort i Mexiko.   Den ligger i kommunen San Juan Evangelista och delstaten Veracruz, i den sydöstra delen av landet, 500 km sydost om huvudstaden Mexico City. Colonia Villahermosa ligger 122 meter över havet och antalet invånare är 460.
Terrängen runt Colonia Villahermosa är huvudsakligen platt. Colonia Villahermosa ligger uppe på en höjd. Runt Colonia Villahermosa är det glesbefolkat, med 10 invånare per kvadratkilometer. Närmaste större samhälle är San Felipe Cihualtepec, 19,1 km väster om Colonia Villahermosa. Omgivningarna runt Colonia Villahermosa är en mosaik av jordbruksmark och naturlig växtlighet.